# Pfortader
Eine Pfortader oder Portalvene (lateinisch: Vena portae) ist eine Vene, die sich erneut in Kapillargebiete aufzweigt. Bei Säugetieren gibt es zwei, bei Vögeln und Reptilien drei Pfortadern:
- Leberpfortader (Vena portae hepatis), meist nur als Pfortader (Vena portae) bezeichnet
- Hypophysenpfortadern (Venae portales hypophysiales)
- Nierenpfortader (Vena portalis renalis): nur bei Vögeln, Reptilien und Amphibien

Allen Pfortadern ist dabei gemein, dass sie aus einem Kapillargebiet in das Blut abgegebene Stoffe in hoher Konzentration an die Kapillare eines Zielorgans weiterleiten.

## (Leber-)Pfortader

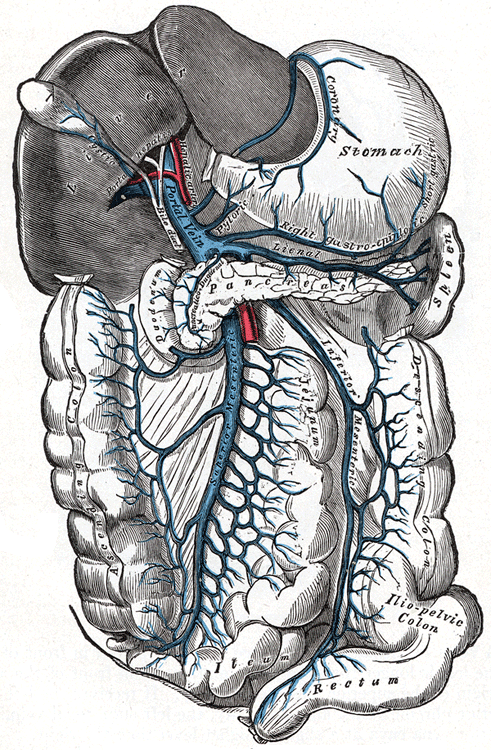
Leberpfortader mit ihren Ästen (blau) beim Menschen

Die Pfortader (Vena portae) sammelt das Blut aus den unpaaren Bauchorganen (Magen, Dünndarm, Dickdarm, Teile des Mastdarms, Bauchspeicheldrüse, Milz) und führt es der Leber zu.
Das Blut der Pfortader ist sauerstoffarm und nach dem Essen reich an Nährstoffen (aus den Verdauungsorganen) bzw. an Stoffwechselprodukten (z. B. Bilirubin). Die Venen der genannten Organe vereinigen sich zur Pfortader, die an der Leberpforte zusammen mit der Leberarterie (Arteria hepatica propria) in die Leber mündet. In den Kapillaren der Leber, den Lebersinusoiden, mischt sich das nährstoffreiche Blut aus der Pfortader mit dem sauerstoffreichen Blut aus der Leberarterie und steht so dem Stoffwechsel der Leberzellen zur Verfügung.
Aufgabe der Pfortader ist es, der Leber direkt die im Darm erschlossenen Nährstoffe und auch mögliche Giftstoffe zuzuführen. Letztere werden zu einem Großteil in der Leber metabolisiert, bevor sie in den weiteren Blutkreislauf gelangen. Dies kann dabei auch den unerwünschten Effekt zur Folge haben, dass Medikamente unter Umständen in der Leber in hohem Maße abgebaut werden, bevor sie über den Blutkreislauf zum Zielorgan gelangen können (→ First-Pass-Effekt). Bei bestimmten Stoffen, die von der Leber über die Gallenblase ins Darmlumen abgegeben werden, ist auch eine mehrfache Passage durch das Pfortadersystem möglich, bevor sie in den großen Blutkreislauf gelangen (→ Enterohepatischer Kreislauf). Um das Pfortadersystem bei Medikamentengabe zu umgehen, können diese parenteral verabreicht werden.

## Anatomie
Die Pfortader liegt horizontal hinter der Bauchspeicheldrüse und führt dann nach rechts oben ansteigend im Ligamentum hepatoduodenale in die Leberpforte (Porta hepatis). Sie entsteht embryonal aus der linken Dottervene (Vena vitellina sinistra).
Die Pfortader sammelt Blut aus:
- den Vv. gastricae dextrae und sinistrae (Magenvenen)
- der Vena pylorica (Vene des Magenpförtners)
- der Vena cystica
- den Venae paraumbilicales
- der Vena mesenterica superior (obere Darmvene), bei Tieren als Vena mesenterica cranialis (vordere Darmvene) bezeichnet
- der Vena mesenterica inferior (untere Darmvene), bei Tieren als Vena mesenterica caudalis (hintere Darmvene) bezeichnet
- der Vena splenica (Milzvene; Veterinäranatomie Vena lienalis, in der Humananatomie veralteter Name, in der Klinik aber durchaus gebräuchlich)

Der Zusammenfluss aus der Milzvene und der Vena mesenterica superior ist der eigentliche Beginn der Pfortader und wird Confluens (Zusammenfluss) genannt. Nach dem Eintritt in die Leberpforte teilt sich die Pfortader frühzeitig in einen Ast zum rechten und linken Leberlappen und verzweigt sich dann in weitere kleine Äste bis zu den Lebersinusoiden auf. Das Blut der Leber verlässt das Organ aus den Zentralvenen über die Lebervenen in Richtung untere Hohlvene und rechte Herzvorkammer (dies gehört allerdings nicht mehr zum Pfortadersystem).

## Physiologie
Über den Darm absorbierte Nährstoffe und andere Substanzen gelangen über die Pfortader direkt in die Leber und werden hier teilweise metabolisiert, bevor sie in den somatischen Blutkreislauf gelangen. Teilweise werden Substanzen auch über die Galle wieder in den Darm abgegeben. Von hier können sie erneut resorbiert werden und wieder über die Pfortader in die Leber gelangen. Dieses Phänomen wird als Enterohepatischer Kreislauf bezeichnet. Unter anderem für Medikamente kann dies von Bedeutung sein.
Parasiten können über die Pfortader direkt in die Leber, und damit in das erste Kapillarsystem, gelangen und hier inserieren. Auch zur Vermehrung haben sie sich teilweise direkt an das System aus Darm, Pfortader, Leber und Galle angepasst (siehe Abschnitt Erkrankungen).

## Erkrankungen
Die Leberpfortader ist ein potentieller Transportweg für Krankheitserreger zur Leber. Als Beispiel möge der zu den Parasiten des Menschen zählende Fuchsbandwurm dienen, bei dem sich die Larve in der Leber eines Zwischenwirts festsetzt und hierdurch die Alveoläre Echinokokkose auslöst. Auch Leberegel befallen auf diesem Weg die Leber. Je nach Typ kann ein Erreger sich hier festsetzen, in die Gallenblase wandern oder über das Blut in andere Organe flottieren.

### Pfortaderhochdruck
Bei Stauungen des Blutes in der Pfortader oder Leber kommt es zur Umgehung des Pfortaderkreislaufs. Das Blut aus den Bauchorganen kann nicht mehr seinen natürlichen Weg über Pfortader, Leber und untere Hohlvene (Vena cava inferior) zurück zum Herzen nehmen, sondern weicht auf andere Venen aus, und es kommt zur Ausbildung porto-kavaler Anastomosen. Mögliche Wege sind hier die Venen der Speiseröhre (Ösophagusvarizen), tiefe und oberflächliche Venen der Bauch- und Brustwand (Caput medusae) sowie Venen des Mastdarms.

### Thrombose der Pfortader
Neben dem portalen Hochdruck kann man selten auch eine Thrombose der Pfortader beispielsweise bei Leberzirrhose oder Leberkrebs finden.

### Luft in der Pfortader
In sehr seltenen Fällen lässt sich bei schweren, meist letalen Darmkrankheiten Luft in der Pfortader nachweisen, so beispielsweise bei der nekrotisierenden Enterokolitis oder beim seltenen Magenvolvulus.

### Persistierender Ductus venosus
Der Ductus venosus ist eine physiologische porto-kavale Anastomose zwischen Pfortader und unterer (bei Tieren hinterer) Hohlvene beim Fetus. Er verschließt sich normalerweise vor oder kurz nach der Geburt. Bleibt dieser Verschluss aus, so gelangt das Blut (und damit auch im Darm resorbierte Schadstoffe) unter Umgehung der Leber direkt in den Körperkreislauf.

## Untersuchungsmöglichkeiten
- Ultraschall
- Indirekte Splenoportografie (indirekte Gefäßdarstellung über die Milzarterie)
- CT und MRT

## Anatomisch-Physikalische Daten
- Breite circa 8 bis 15 mm
- Länge circa 4 bis 5 cm
- Fließgeschwindigkeit circa 13 bis 23 cm/s
- Druck 5–20 mmHg (schwer messbar)